# Клиберн (Тексас)
Клиберн (енгл. Cleburne) град је у америчкој савезној држави Тексас. По попису становништва из 2010. у њему је живело 29.337 становника.

## Демографија
Према попису становништва из 2010. у граду је живело 29.337 становника, што је 3.332 (12,8%) становника више него 2000. године.
| Група             | 2000.          | 2010.          |
| Белци             | 19.220 (73,9%) | 19.406 (66,1%) |
| Афроамериканци    | 1.154 (4,4%)   | 1.290 (4,4%)   |
| Азијати           | 108 (0,4%)     | 147 (0,5%)     |
| Хиспаноамериканци | 5.175 (19,9%)  | 7.959 (27,1%)  |
| Укупно            | 26.005         | 29.337         |